# Национальная школа искусства верховой езды в Лиссабоне
Национальная школа искусства верховой езды в Лиссабоне была основана в 1979 году и является одной из самых молодых школ верховой езды.
Тем не менее, сами традиции и знания гораздо древнее.
Король Жуан V (22 октября 1689 - 31 июля 1750) женился на эрцгерцогине Марии Анне Австрийской. Та способствовала перенятию опыта Испанской школы верховой езды в Вене и созданию школы искусства верховой езды в Португалии. Изначально Школа верхового искусства и конезавод, где разводили породу, были одним и тем же местом.
Но ради создания школа объединились мастера, обучавшиейся ещё у Нуно Оливейра, лишь в 1979 году. Нуно Оливейро лично был студентом последнего мастера королевской школы верховой езды. Он был знаменит и нашел ряд новых талантливых всадников, которым он передал знания Королевской школы.

## Лошади Альтер-Реал

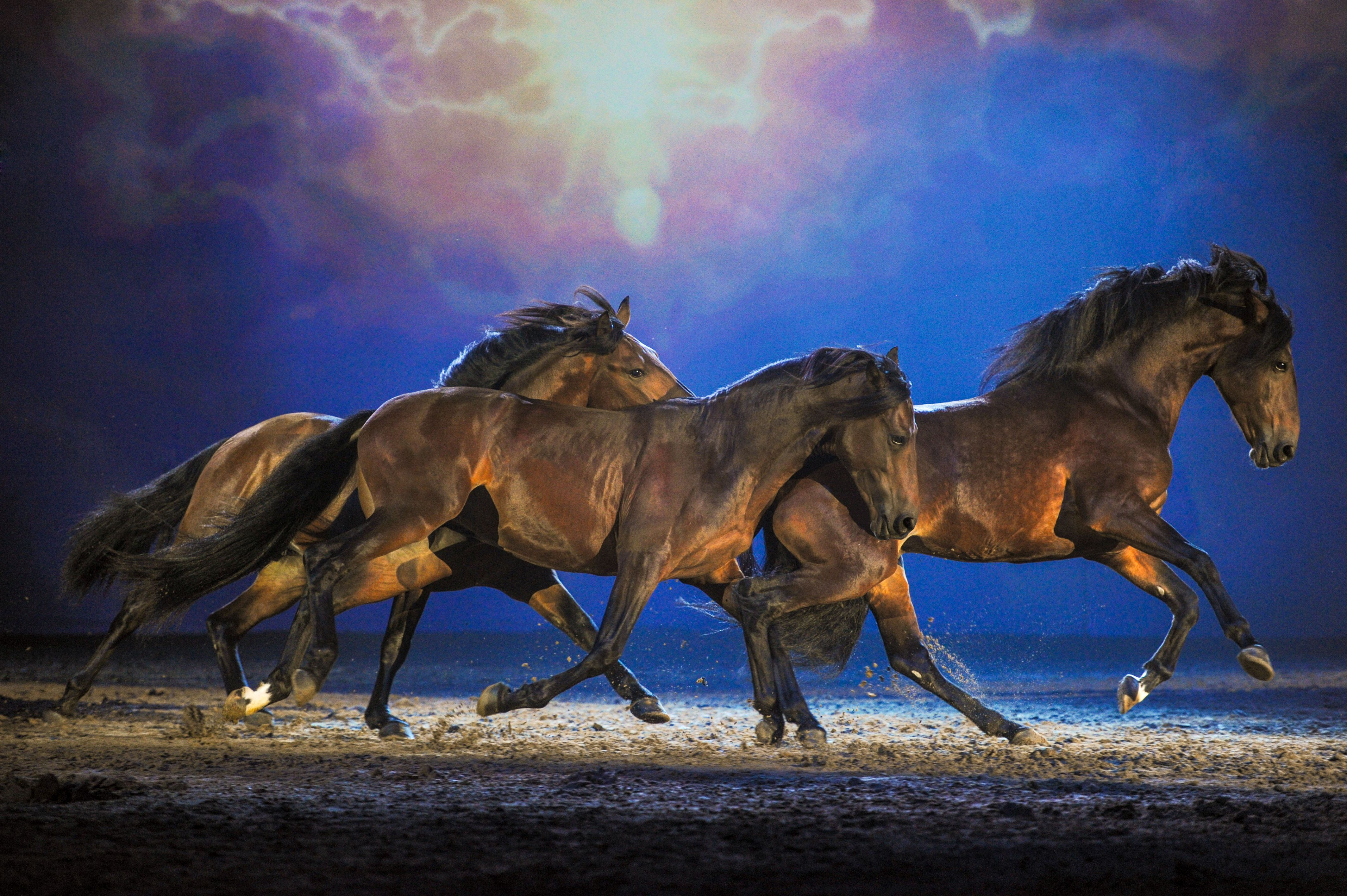
Лошади Альтер-Реал

В школе ездят на лошадях породы Alter real (real в данном случае – принадлежащий королям). Это разновидность андалузской лошади. Самая распространённая гнедая масть, высота в холке колеблется от  1,52 до 1,62 м.
Происхождение этой породы лошадей восходит к 1748 году, когда португальский правящий дом Браганса основал конный завод в Вила-де-Портель с около 50 первоклассными андалузскими кобылами, завезённых из Херес-де-ля-Фронтера, Испания. Завод переехал в Альтер-ду-Чао уже в 1756 году. Задачей конезавода было снабжение двора в Лиссабоне конями для парадов. Также лошади использовалась для Высшей школы в королевской школе верховой езды.
Между 1809 и 1810 годом порода была на грани исчезновения из-за наполеоновских завоеваний. Французские войска генерала Жюно украли лучшие образцы породы, а скрещивание с чистокровными английскими и арабскими лошадями ослабило породу. Однако их удалось спасти от исчезновения. В 1992 году были импортированы три андалузских жеребца из Херес-де-ля-Фронтера, Испания. Именно в XX веке были предприняты все усилия, чтобы восстановить прежние характеристики породы Альтер-реал.